# Isabelle Sorente
Isabelle Sorente (Marsella, 11 de setembre de 1972) és una escriptora francesa.

## Biografia
Apassionada per les matemàtiques, es va dedicar primer als estudis científics. Va ingressar a l'Politècnica, després al Cos d'aviació civil, on va obtenir la seva llicència de pilot privat i va provar l'acrobàcia. Paral·lelament, va fer classes de teatre, sobretot al Lucernaire i al Cours Florent, on va escriure i posar en escena les seves primeres obres. L'èxit que va obtenir el 2001 la seva primera novel·la, L, dedicada al tema de l'addicció i la infantilització de la dona en una societat conformista, la girarà definitivament cap a l'escriptura. Els temes de la metamorfosi i la insaciabilitat, la dificultat d'una recerca espiritual en una societat totalment centrada en la performance, són omnipresents als seus llibres.
Ha publicat una autoficció, Le complexe de la sorcière (éditions J.C. Lattès, 2020), que oscil·la entre el treball de memòria col·lectiva sobre la caça de bruixes i la introspecció del narrador la pròpia experiència de la persecució.
La seva novel·la La Faille (J.C. Lattès, 2015) és alhora el retrat d'una dona, Lucie Scalbert, i la descripció detallada d'una relació amorosa. Més enllà del seu component psicològic i eròtic, la manipulació hi apareix com un mal contemporani, a través del qual es transmeten secrets familiars i es perpetuen les relacions de dominació, tant en la vida privada com en l'àmbit social. És a partir de situacions quotidianes, per tocs irreversibles, que es van formant progressivament els drames que portaran els personatges a enfrontar-se o negar la seva veritat.
La seva novel·la anterior 180 jours (J.C. Lattès, 2013), basada en una investigació, condueix a l'interior d'una granja industrial, on es lligaven tràgics vincles entre homes i bèsties.
Les novel·les d'Isabelle Sorente tracten especialment la crueltat dels fenòmens contemporanis, com l'addicció a L o el racisme a La Prière de Septembre, exposen personatges enfrontats a la seva excessivitat (Le Cœur de l'ogre), a la seva fantasia (Panique) o al seu propi poder de metamorfosi (Transformations d'une femme).
Els seus assaigs exploren els límits i els excessos de la racionalitat, i la necessitat d'entrenar la ment per a l'alegria i la llibertat. Publicat el febrer de 2011, el seu assaig General Addiction analitza la nostra dependència dels números i de la productivitat, a partir del paradigma de l'addicció. A la lògica lineal i compulsiva del càlcul permanent, Isabelle Sorente oposa el valor racional i creatiu de la compassió, entesa com a màgia simpàtica més que com a valor religiós. En el seu assaig La femme qui rit (Descartes & Cie, 2007), Isabelle Sorente ofereix una visió teatral i carnal de la reflexió sobre el gènere (estudis de gènere), temes recollits i desenvolupats en el seu assaig Etat Sauvage' (Edicions Indigène, 2012), on el femení apareix com un entrenament radical per a la llibertat.
La seva obra Hard Copy, una comèdia negra sobre el tema de l'assetjament laboral, es va representar l'any 2009 al teatre Lumen de Brussel·les, a París, al teatre Lucernaire i a l'Avinyó OFF.
L'any 2008, Isabelle Sorente va fundar la revista RAVAGES, amb Frédéric Joignot i Georges Marbeck. També és una de les fundadores de la revista Blast.

## Obres

### Novel·les
- L, J'ai Lu, 2002.
- La Prière de septembre, éditions J.C. Lattès, 2003.
- Le Cœur de l’ogre, éditions J.C. Lattès, 2004.
- Panique, éditions Grasset, 2006.
- Transformations d’une femme, éditions Grasset, 2009.
- 180 jours, éditions J.C. Lattès, 2013 (Folio n. 6677, 2019)

Ce roman mélange le destin des hommes et des porcs sur fond d'élevage industriel, l'intrigue se déroulant la durée de vie d'un porc de la naissance à l'abattoir.
- La Faille, éditions J.C. Lattès, 2015 (Folio n. 6283, 2017)
- Le complexe de la sorcière, éditions J.C. Lattès, 2020.

### Assaigs
- La femme qui rit (le marché noir de la réalité), éditions Descartes & Cie, 2007.
- Addiction Générale, éditions J.C. Lattès, 2011.
- Etat sauvage, Indigène éditions, 2012.

#### Articles en línia
- Addiction Générale, dialogue avec Isabelle Sorente, article de Pascal Coulon, février 2011.
- Addiction générale : la drogue calcul, psychotrope moderne Arxivat 2011-03-16 a Wayback Machine., Actualitte.com, février 2011.
- Isabelle Sorente: l'esprit de finesse et de géométrie, Humeurs Numériques, novembre 2013.
- La vitesse emboutit le progrès Arxivat 2015-12-22 a Wayback Machine., Cles.com

### Teatre
- Hard Copy, éditions Actes Sud, 2002.
- Gilles de Rais, éditions J.C. Lattès (2004).

### Novel·les, articles i cròniques
- Les novel·les d'Isabelle Sorente han estat publicades a Le Monde, Marie-Claire, la revista Blast, i a l'editora Gallimard.
- Je suis une créature, revista Blast, gener de 2003.